# Daniel Sanabria
Daniel Horacio Sanabria Gueyraud (sinh ngày 8 tháng 2 năm 1977) là một cựu hậu vệ bóng đá Paraguay.
Trong sự nghiệp anh từ ng thi đấu cho Sportivo Luqueño, Club Libertad, Colo-Colo, Shonan Bellmare (Nhật Bản), Kyoto Purple Sanga (Nhật Bản), América-SP (Brasil) và Olimpia Asunción.
Anh thi đấu cho Đội tuyển bóng đá quốc gia Paraguay trong bảy trận và tham dự Giải vô địch bóng đá thế giới 2002.

## Thống kê sự nghiệp
| Đội tuyển bóng đá Paraguay | Đội tuyển bóng đá Paraguay | Đội tuyển bóng đá Paraguay |
| Năm                        | Trận                       | Bàn                        |
| -------------------------- | -------------------------- | -------------------------- |
| 2001                       | 6                          | 0                          |
| 2002                       | 0                          | 0                          |
| 2003                       | 1                          | 0                          |
| Tổng cộng                  | 7                          | 0                          |